# Post-pank
Post-pank (engl. post-punk) je muzički pravac koji se razvio iz panka kasnih 1970-ih, kao odgovor na pank rok eksploziju iz sredine iste decenije. 
Koreni post-panka su u panku, ali muzika je za razliku od panka više introvertna, kompleksna i eksperimentalna. Post-pank je postavio temelj alternativnoj rok muzici, proširivši granice pank i andergraund muzike uz pomoć elemenata kraut-roka (upotreba sintesajzera i obuhvatnog ponavljanja), daba (pogotovo bas gitare), američkog fanka pa čak i disko muzike, koje tradicionalni pank nikada ne bi dopustio. 
Post-pank je 1980-ih zauzeo jako mesto na indi sceni i iz njega su se razvili gotik rok, industrijski rok, alternativni rok i psihobili.
Sam termin „post-pank“ je ušao u upotrebu ranih 1980-ih. Britanski kritičar Grejl Markus je u julu 1980. godine korstio izraz da bi opisao muziku bendova kao što su Gang of Four, The Raincoats i Essential Logic.

## Karakteristike
Mnogi post-pank umjetnici su u počeku bili inspirisani pankovom uradi sam etikom i energijom, ali su na kraju postali razočarani stilom i pokretom, osjećajući da je upao u komercijalnu formulu, rok konvenciju, i samoparodiju. Oni su odbacili populističke tvrdnje o pristupačnosti i sirovoj jednostavnosti, umjesto da vide priliku da prekinu sa muzičkom tradicijom, potkopaju uobičajena mjesta i izazovu publiku. Umjetinci su se pomjerili dalje od fokusa panka na brige većinski bijele, muške radničke klase i napsutili su svoje koninuitano oslanjanje na ustaljene rokenrol tropove, kao što su troakordne progresije i Čak Berijeve rifove. Umjesto ovoga, umjetnici su pank definisali kao "imperativ na stalno mijenjanje", vjerujući da "radikalni sadržaj zahtijeva radikalne forme".
Iako je muzika u velikoj mjeri varirala između umjetnika i regiona, post-pank pokret je okarakterisan kao "konceptualni napad" na rok konvencije i odbijanje estetike koja se doživljava kao tradicionalistička,hegemonična ili rokistička u korist eksperimentisanja sa produkcijskim tehnikama i ne-rok muzičkim stilovima kao što su dab, fank, elektronska muzika, disko, noiz, etno muzika, i avangarda. Neki prethodni muzički stilovi takođe su služili kao kamen temeljac za pokret, uključujući određene brendove krautroka, glama, аrt roka, art popa i ostale muzike iz 60-ih. Umjetnici su ponovo pristupili studiju kao instrumentu, koristeći nove metode snimanja i tragajući za novim zvučnim teritorijama. Autor Metju Benister napisao je da su post-pank umjetinci odbacili visoke kulturalne reference rok umjetnika 60-ih kao što su Bitlsi i Bob Dilan kao i paradigme koje su definisale "rok kao progresivan, kao umjetnost, kao "sterilni" studijski perfekcionizam... usvajajući avangardnu estetiku". Prema muzikologu Pitu Dejlu, dok su grupe htjele da "iscijepaju istoriju i počnu ponovo", muzika je bila idalje "neizbježno vezana za tragove od kojih nikada nisu mogli potpuno da pobjegnu".
Nikolas Lezard opisao je post-pank kao "fuziju umjetnosti i muzike". Ova era je doživjela snažnu apoprijaciju ideja iz literature, umjetnosti, kina, filozofije, politike i kritičke teorije u muzički i pop pop kulturalni kontekst. Umjetnici su nastojali da odbiju zajedničku razliku između visoke i niske kulture i vrartili se tradiciji umjetničke škole umjetnika kao što su Roksi Mjuzik and Dejvid Boui. Rejnolds je primijetio preokupaciju među mnogim post-pank umjetnicima kao što su otuđenje, represija, i tehnokratija zapadne modernosti. Među velikim uticajima na razne post-pank umjetnike bili su pisci William S. Burroughs i J. G. Ballard, avangardna politička scena kao što su situacionizam i dadaizam, i intelektualni pokreti kao što je postmodernizam. Mnogi umjetnici su svoj rad posmatrali u eskplicitno političkim temama. Pored toga, na nekim mjestima, stvaranje post-pank muzike bila je usko vezana za razvoj efikasnih subkultura, koje su igrale važne uloge u produkciji umjetnosti, multimedijalnih performansi, franšiza i nezavisnih izdavačkih kuća povezanih sa muzikom. Mnogi post-pank umjetnici su zadržali antikorporativistički pristup snimanju i umjesto toga su koristili alternativna sredstva za proizvodnju i snimanje muzike. Novinari su takođe postali važan element kulture, a popularni muzički časopisi i kritičari su se uključili u pokret.

## Klasični post-pank sastavi
The Sound, Section 25, Sad Lovers and Giants, The Chameleons, Orange Juice, The Psychedelic Furs, Devo, The Birthday Party, The Fall, Siouxsie and the Banshees, Lords of the New Church, Joy Division, New Order, Killing Joke, Echo & the Bunnymen, The Cure, Bauhaus, Magazine, Wire, The Jesus and Mary Chain, Talking Heads, Tubeway Army, Crass, Television.

## Novi talas
Oko 1977. se u Severnoj Americi razvio novi talas koji se uklopio u post-pank. Karakteristika bendova novog talasa jeste da se više usredsređuju na performanse nego na koherentnu strukturu same muzike. Bendovi novog talasa su na primer Teenage Jesus and the Jerks, Glenn Branca, Rhys Chatham, Mars, James Chance and the Contortions, DNA, Bush Tetras, Theoretical Girls, Swans i Sonic Youth.

## Post-pank revajvl
Početkom 21. veka se iz britanskog i američkog indi roka razvio post-pank revajvl, muzički pravac koji ima jasne karakteristike post-panka. Ova modernija vrsta post-panka je komercijalno daleko uspešnija od klasične post-pank muzike, sa bendovima kao što su The Strokes, Interpol, The Rapture, The Rakes, The Libertines, Franz Ferdinand, The Killers, Editors i Stroszek.

## Literatura
- Bannister, Matthew (2007). White Boys, White Noise: Masculinities and 1980s Indie Guitar Rock. Ashgate Publishing, Ltd. ISBN 978-0-7546-8803-7.
- Bogdanov, Vladimir; Woodstra, Chris; Erlewine, Stephen Thomas, ур. (2002). All Music Guide to Rock: The Definitive Guide to Rock, Pop, and Soul. Backbeat Books. ISBN 978-0-87930-653-3.
- Cateforis, Theo (2011). Are We Not New Wave: Modern Pop at the Turn of the 1980s. University of Michigan Press. ISBN 978-0-472-03470-3.
- Cavanagh, David (2015). Good Night and Good Riddance: How Thirty-Five Years of John Peel Helped to Shape Modern Life. Faber & Faber. ISBN 978-0-571-30248-2.
- Dale, Pete (2016). Anyone Can Do It: Empowerment, Tradition and the Punk Underground. Routledge. ISBN 978-1-317-18025-8.
- Gittins, Ian (2004). Talking Heads: Once in a Lifetime : the Stories Behind Every Song. Hal Leonard. ISBN 978-0-634-08033-3.
- Heylin, Clinton (2007). Babylon's Burning: From Punk to Grunge. Viking, Penguin. ISBN 978-0-14-102431-8.
- Lester, Paul (2009). Gang of Four: Damaged Gods. Omnibus Press. ISBN 978-0-85712-020-5.
- Kootnikoff, David (2010). U2: A Musical Biography. ABC-CLIO. ISBN 978-0-313-36523-2.
- Palacios, Julian (2010). Syd Barrett & Pink Floyd: Dark Globe. Plexus. ISBN 978-0-85965-431-9.
- Reynolds, Simon (1996). The Sex Revolts: Gender, Rebellion, and Rock 'n' Roll. Harvard University Press. ISBN 978-0674802735.
- Reynolds, Simon (2005). Rip It Up and Start Again: Postpunk 1978–1984. London: Faber and Faber. ISBN 978-0-14-303672-2.
- Reynolds, Simon (2010). Totally Wired: Postpunk Interviews and Overviews. Soft Skull Press. ISBN 978-1593763947.
- Reynolds, Simon (2013). „Post-Punk's Radical Dance Fictions”.  Ур.: Cateforis, Theo. The Rock History Reader. Routledge. ISBN 978-0-415-89212-4.
- Taylor, Steven (2003). False Prophet: Field Notes from the Punk Underground. Wesleyan University Press. ISBN 978-0-8195-6668-3.
- Walker, Clinton (1981) Inner City Sound: Punk and Post-Punk in Australia, 1976-1985 Sydney: Wild & Woolley
- Walker, Clinton (1996) Stranded: The Secret History of Australian Independent Music 1977-1991, Sydney: Pan Macmillan.  0-7329-0883-3
- Wilkinson, David (2016). Post-Punk, Politics and Pleasure in Britain. Springer. ISBN 978-1-137-49780-2.

1. ↑  Biographer Julián Palacios specifically pointed to the era's "dark undercurrent", citing examples such as Pink Floyd's Syd Barrett, the Velvet Underground, Nico, the Doors, the Monks, the Godz, the 13th Floor Elevators and Love.[19] Music critic Carl Wilson added the Beach Boys' leader Brian Wilson (no relation), writing that elements of his music and legends "became a touchstone ... for the artier branches of post-punk".[20]
2. ↑  Guardian Music journalist Sean O'Hagan described post-punk as a "rebuttal" to the optimism of the 1960s personified by the Beatles,[23] while author Doyle Green viewed it as an emergence of a kind of "progressive punk" music.[24]
3. ↑  An example he gave was Orange Juice's "Rip It Up" (1983), "a fairly basic pastiche of light-funk and r'n'b crooning; with a slightly different production style, it could certainly have fitted comfortably into the charts a decade before it was actually written and recorded".[25]